# Basalt (Idaho)
Basalt é uma cidade localizada no estado americano de Idaho, no Condado de Bingham.

## Demografia
Segundo o censo americano de 2000, a sua população era de 419 habitantes. 
Em 2006, foi estimada uma população de 427, um aumento de 8 (1.9%).

## Geografia
De acordo com o United States Census Bureau tem uma área de 
0,7 km², dos quais 0,7 km² cobertos por terra e 0,0 km² cobertos por água.

## Localidades na vizinhança
O diagrama seguinte representa as localidades num raio de 32 km ao redor de Basalt. 